# Toyota Glanza

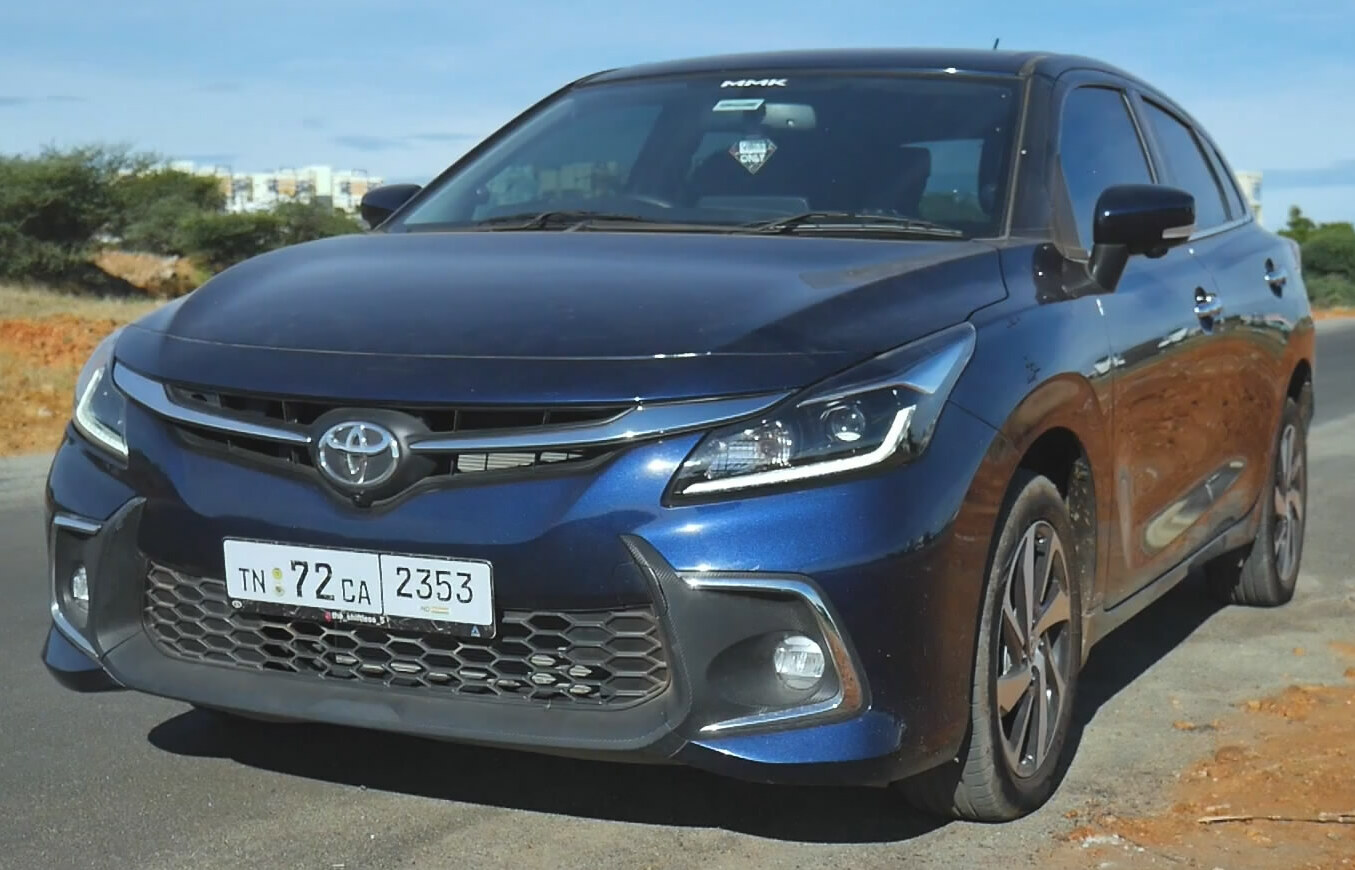
Toyota Glanza (seit 2022)

Der Toyota Glanza ist ein Kleinwagen des japanischen Automobilherstellers Toyota.

## Geschichte
Das Fahrzeug basiert auf dem im September 2015 vorgestellten Suzuki Baleno. Bereits 2017 beschlossen Toyota und Suzuki eine Partnerschaft. Dabei werden Suzuki-Modelle auf Toyota-Basis in Europa angeboten (Suzuki Across, Suzuki Swace). Im Gegenzug entwickelt Suzuki für Indien und Afrika Fahrzeuge, die dann auch als Toyota vermarktet werden. Neben dem Glanza ist hier auch der Toyota Urban Cruiser zu nennen.
Vorgestellt wurde der Kleinwagen zunächst im Juni 2019 für den indischen Markt. Dort erhält der Glanza Steuervergünstigungen, da er knapp unter vier Meter lang ist. Im September 2020 gab Toyota bekannt, den Wagen auch auf dem afrikanischen Markt zunächst in Südafrika mit leicht verändertem Äußeren als Toyota Starlet vermarkten zu wollen. Damit greift Toyota wieder den Modellnamen „Starlet“ auf, der für den Vorgänger des Toyota Yaris bereits von 1978 bis 1999 auch in Europa verwendet wurde. Auch den Namen „Glanza“ verwendete Toyota schon zuvor für die sportlichen Varianten des Starlet P9.
Eine überarbeitete Version der Baureihe wurde im März 2022 für den indischen Markt vorgestellt. In Afrika folgte sie im Mai 2022.

## Technische Daten
Während das Fahrzeug in Indien von einem 1,2-Liter-Ottomotor angetrieben wird, steht auf dem afrikanischen Markt ein 1,5-Liter-Ottomotor (bis zum Facelift 1,4-Liter) zur Verfügung. In beiden Fällen ist ein Schaltgetriebe mit fünf Gängen serienmäßig. Gegen Aufpreis steht für den Glanza ein stufenloses Getriebe und für den Starlet ein Automatikgetriebe mit vier Gängen zur Auswahl. Im November 2022 folgte in Indien noch eine Version, die mit Erdgas angetrieben wird. An der Vorderachse kommt eine MacPherson-Radaufhängung und an der Hinterachse eine Verbundlenkerachse zum Einsatz.
|                                             | Glanza MT                  | Glanza CVT                 | Glanza E-CNG               | Starlet MT                 | Starlet AT                 | Starlet MT                  | Starlet AT                  |
| Bauzeitraum                                 | seit 06/2019               | seit 06/2019               | seit 11/2022               | 09/2020–05/2022            | 09/2020–05/2022            | seit 05/2022                | seit 05/2022                |
| Motortyp                                    | R4-Ottomotor               | R4-Ottomotor               | R4-Ottomotor               | R4-Ottomotor               | R4-Ottomotor               | R4-Ottomotor                | R4-Ottomotor                |
| Motoraufladung                              | —                          | —                          | —                          | —                          | —                          | —                           | —                           |
| Hubraum                                     | 1197 cm³                   | 1197 cm³                   | 1197 cm³                   | 1373 cm³                   | 1373 cm³                   | 1462 cm³                    | 1462 cm³                    |
| max. Leistung                               | 66 kW (90 PS) bei 6000/min | 61 kW (83 PS) bei 6000/min | 57 kW (77 PS) bei 6000/min | 68 kW (92 PS) bei 6000/min | 68 kW (92 PS) bei 6000/min | 77 kW (105 PS) bei 6000/min | 77 kW (105 PS) bei 6000/min |
| max. Drehmoment                             | 113 Nm bei 4400/min        | 113 Nm bei 4200/min        | 99 Nm bei 4300/min         | 130 Nm bei 4200/min        | 130 Nm bei 4200/min        | 138 Nm bei 4400/min         | 138 Nm bei 4400/min         |
| Kraftübertragung                            |                            |                            |                            |                            |                            |                             |                             |
| Antrieb                                     | Vorderradantrieb           | Vorderradantrieb           | Vorderradantrieb           | Vorderradantrieb           | Vorderradantrieb           | Vorderradantrieb            | Vorderradantrieb            |
| Getriebe                                    | 5-Gang-Schaltgetriebe      | Stufenloses Getriebe       | 5-Gang-Schaltgetriebe      | 5-Gang-Schaltgetriebe      | 4-Gang-Automatikgetriebe   | 5-Gang-Schaltgetriebe       | 4-Gang-Automatikgetriebe    |
| Messwerte                                   |                            |                            |                            |                            |                            |                             |                             |
| Leergewicht                                 | 890–955 kg                 | 935–960 kg                 | 1015–1035 kg               | 895 kg                     | 915–935 kg                 | 965–980 kg                  | 975–990 kg                  |
| Höchstgeschwindigkeit                       | k. A.                      | k. A.                      | k. A.                      | 180 km/h                   | 170 km/h                   | 175 km/h                    | 160 km/h                    |
| Beschleunigung, 0–100 km/h                  | k. A.                      | k. A.                      | k. A.                      | 10,9 s                     | 11,6 s                     | 11,2 s                      | 11,2 s                      |
| Kraftstoffverbrauch auf 100 km (kombiniert) | 4,5 l Super                | 4,4 l Super                | 3,3 kg Erdgas              | 5,1 l Super                | 5,4 l Super                | 5,4 l Super                 | 5,7 l Super                 |
| Tankinhalt                                  | 37 l                       | 37 l                       | 37 l                       | 37 l                       | 37 l                       | 37 l                        | 37 l                        |